# Classe Álvaro de Bazán
La classe Álvaro de Bazán, également connue sous le nom de classe F100 est une classe de frégates furtives de l'Armada espagnole, basée sur le système de combat Aegis américain. Elle est nommée d'après l'amiral Álvaro de Bazán et ses représentantes sont construites par la Société espagnole de construction navale (Navantia) à Ferrol en Galice.

## Description
Les frégates de cette classe, particulièrement réussie, sont les premiers navires modernes de la marine de guerre espagnole à être furtifs, disposant de supports anti vibratoires destinés à réduire leur signature acoustique pour les rendre moins détectables par les sous-marins. Elles embarquent un hélicoptère lourd avec hélisurface et héliport. Ces bâtiments ont peu à peu remplacé la classe Baleares. Elles disposent d'un système de lancement vertical de missiles. Elles sont mouillées à la base navale du Ferrol.

## Exportation
L'Australie a annoncé en juin 2007 vouloir développer une nouvelle classe de frégates, la classe Hobart, basée sur ces navires et devant être mis en service d'ici 2014. Après des retards, trois sont livrées entre 2017 et 2020.

## Liste des navires de la classe
| Identifiant | Nom                      | Mise en quille | Entrée en service | Indicatif d'appel | Image |
| ----------- | ------------------------ | -------------- | ----------------- | ----------------- | ----- |
| F-101       | Álvaro de Bazán          | 31/10/2000     | 19/09/2002        |                   |       |
| F-102       | Almirante Juan de Borbón | 28/02/2002     | 3/12/2003         |                   |       |
| F-103       | Blas de Lezo             | 16/05/2003     | 16/12/2004        |                   |       |
| F-104       | Méndez Núñez             | 12/11/2004     | 21/03/2006        |                   |       |
| F-105       | Cristóbal Colón          | 4/11/2010      | 23/10/2012        |                   |       |

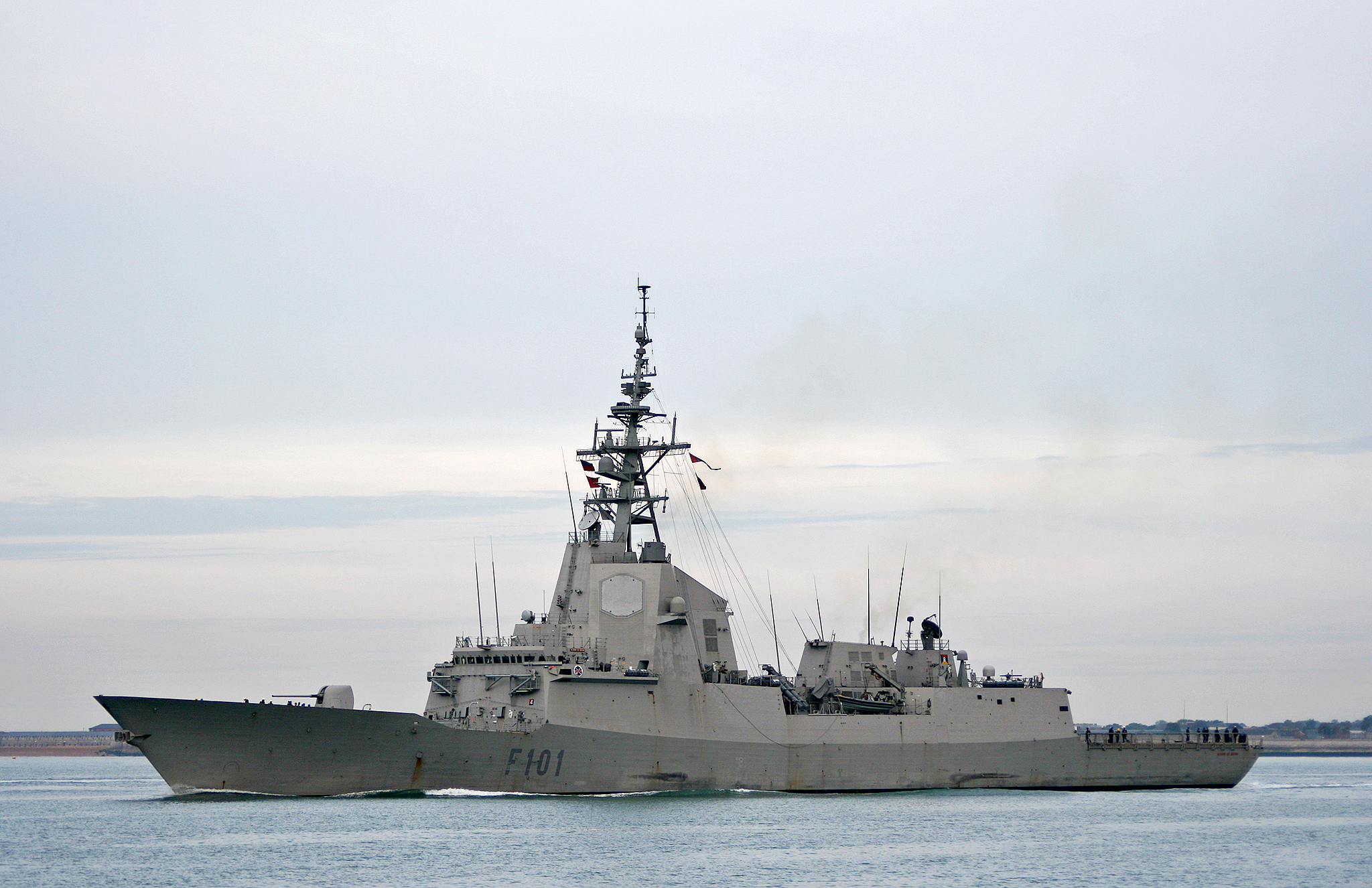
Le Álvaro de Bazán (F101), tête de classe.

La F-105 termine en principe la classe Álvaro de Bazán, si une nouvelle acquisition survient la classe F-110 sera inaugurée.

## Armement

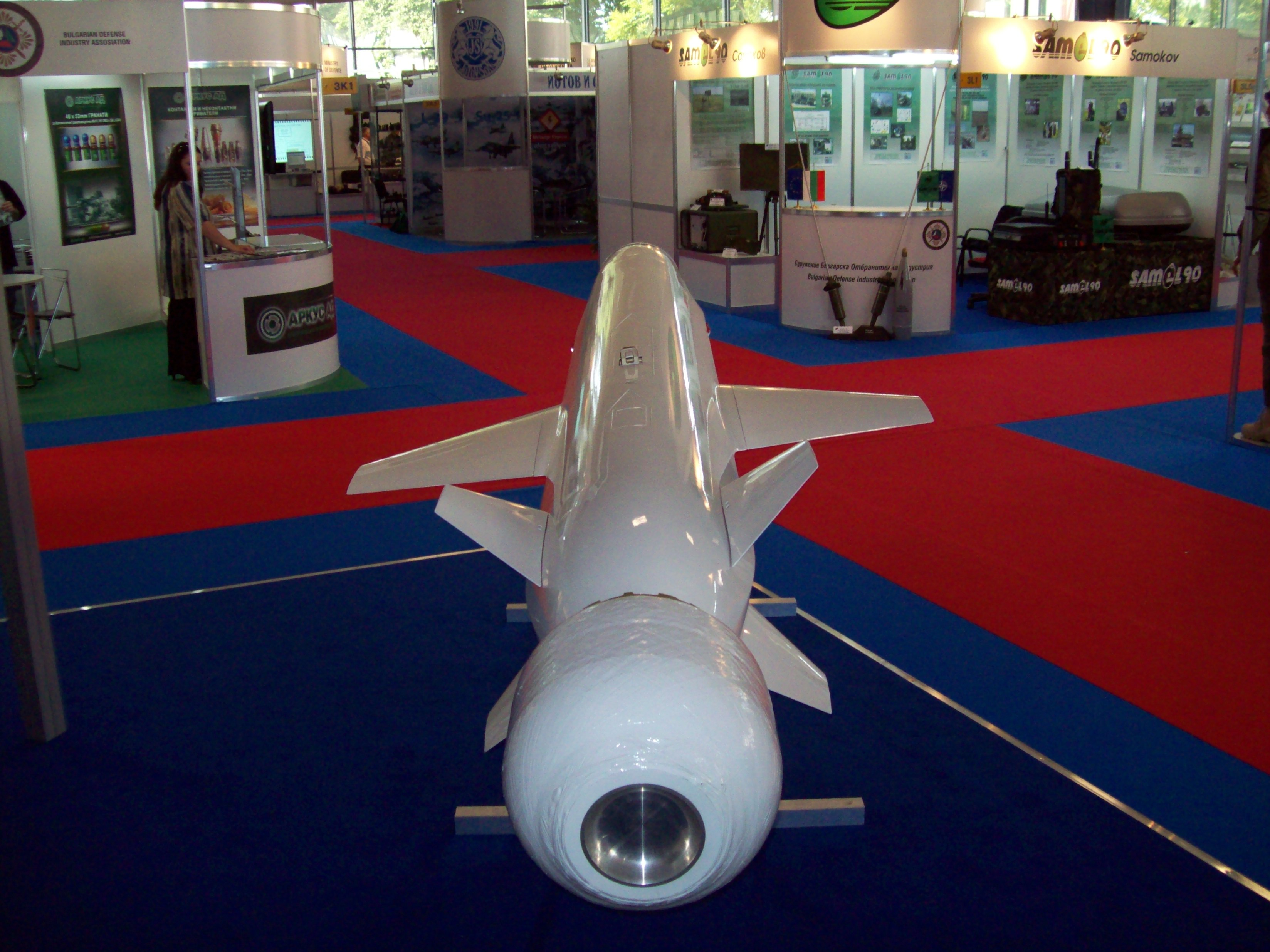
Naval Strike Missile

La frégate dispose des lance-missiles en système de lancement vertical Mark 41 VLS et est équipée du missile sol-air RIM-66 Standard. Si cette frégate est équipée de missiles de croisière/missile de croisière navals, elle serait alors considérée comme un destroyer, à l'instar de la Classe Arleigh Burke dont elle s'inspire.
En 2022, le choix s'est finalement porté sur le Naval Strike Missile, un missile antinavire faisant également office de missile de croisière naval, qui équipera également la classe F-110, il remplacera le missile antinavire AGM-84 Harpoon.

## Galerie d'images

Comparaison avec la classe F-100, schéma avec vue latérale et vue du dessus
Comparaison avec la classe F-110
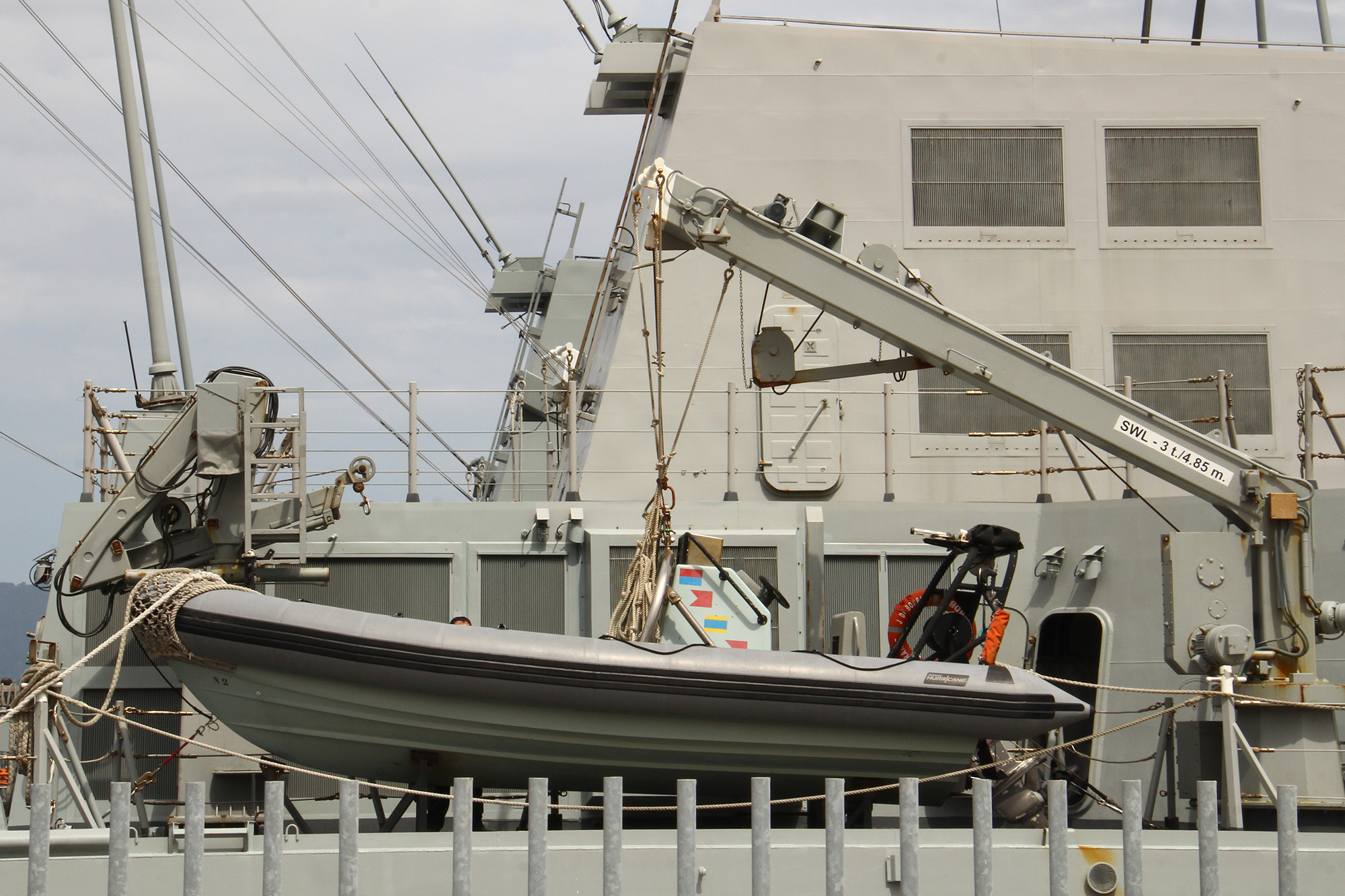
Avec un Duarry Super Cat sur le pont
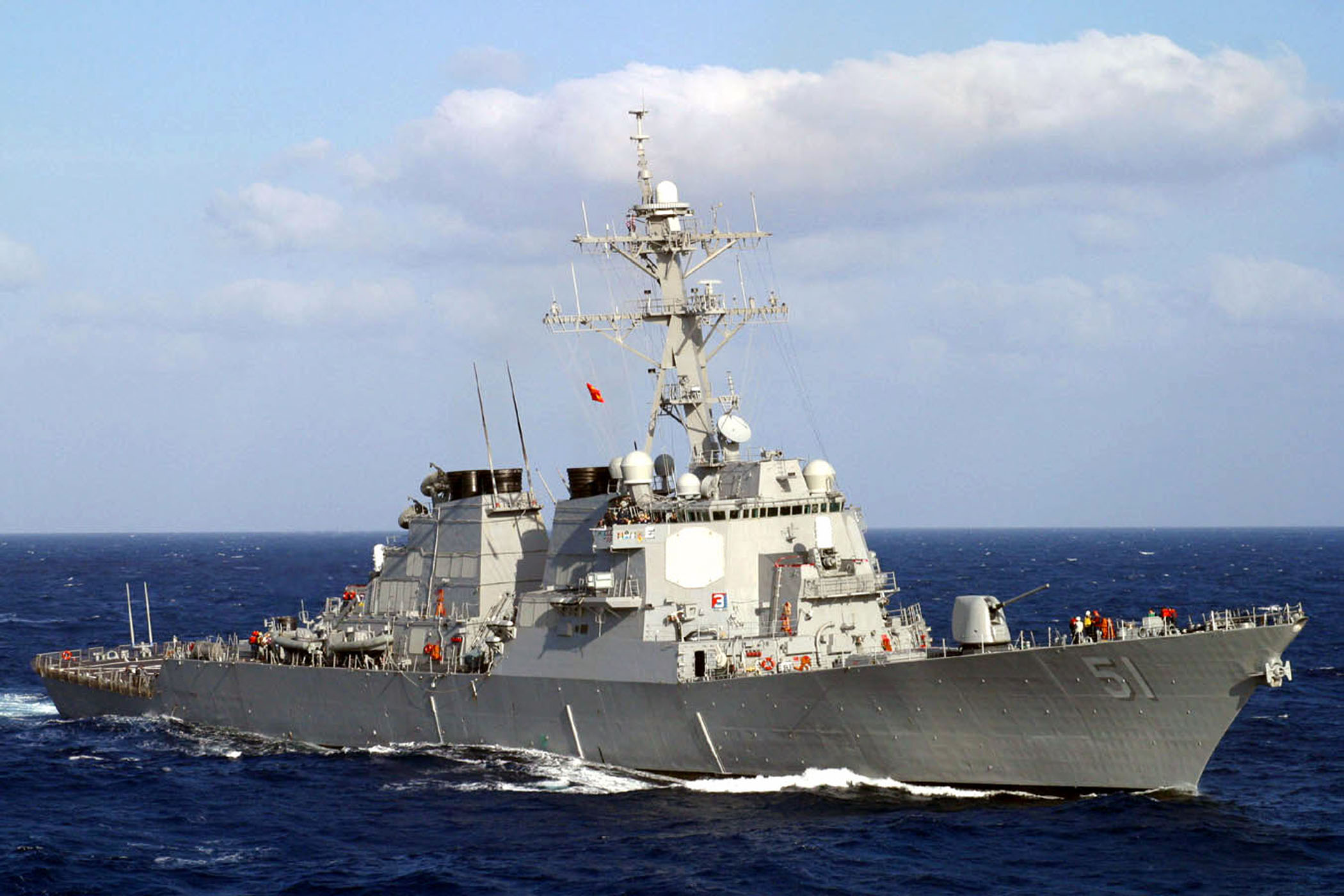
Destroyer américain de la Classe Arleigh Burke, dont sont inspirées les frégates de la classe Álvaro de Bazán.